# Mike Babcock

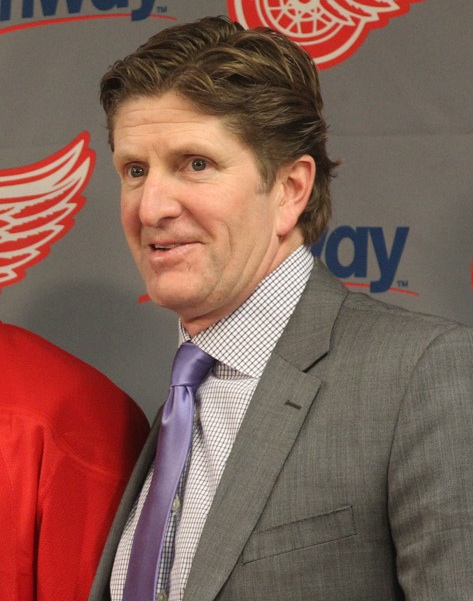
Mike Babcock, 2013.

Michael David "Mike" Babcock Jr., född 29 april 1963 i Manitouwadge, Ontario, är en kanadensisk ishockeytränare och före detta ishockeyspelare som var senast tränare för Columbus Blue Jackets i NHL mellan den 1 juli och 17 september 2023.
Han vann Stanley Cup som tränare för Detroit Red Wings 2008. Babcock har tidigare varit tränare för NHL-lagen Anaheim Ducks, Detroit Red Wings och Toronto Maple Leafs.
Han var också huvudansvarig tränare för det kanadensiska landslaget i OS 2010 i Vancouver där Kanada tog guld, och tillsammans med ett VM-guld från 2004 gör det Babcock till den enda tränaren i Trippelguldklubben.
Babcock spelade som försvarsspelare under sin spelarkarriär, bland annat med McGill University i Montreal och med Whitley Warriors i Storbritannien.